# 森田浩一郎
森田 浩一郎（もりた こういちろう、1925年11月17日 - 2017年3月8日）は、東京都出身の医学博士、医学者、医事評論家。
学校法人神田女学園理事長、崇城大学客員教授、杉村病院名誉院長。長男は、医師・医療ジャーナリストの森田豊。

## 人物
文京区立誠之小学校、旧制麻布中学校、旧制成城高等学校理科乙類を経て、1951年（昭和26年）に熊本大学医学部を卒業。
日本医師会常任理事、上智大学文学部教授などを歴任した。
全国各地で講演のほかにニッポン放送『テレフォン人生相談』にレギュラー回答者として出演した。愛する二人別れる二人などのテレビ番組に出演した。
1959年11月に「産婦人科領域に於ける二、三の自律神経性疾患の皮膚毛細血管像に関する研究 」で熊本大学から医学博士を授与される。
2017年3月8日に老衰により91歳で死去し、4月7日午前11時から帝国ホテルでお別れ会が催された。

## 受賞歴
- 1982年（昭和57年）藍綬褒章受章[3]
- 2001年（平成13年）勲四等旭日小綬章受章[3]

## 著作
- 『女の歓ばせ方』1980年、ごま書房
- 『天風先生の教え：ほんとうの健康を導く「心身統一法」に学ぶ』2006年、ゴマブックス、ISBN 4-7771-0291-2